# 챈스 일병의 귀환
《챈스 일병의 귀환》(영어: Taking Chance)은 2009년에 공개된 미국의 시대극 텔레비전 영화이다. 2004년 이라크 전쟁에서 전사한 미국 해병 챈스 펠프스 일등병의 시신을 운구한 마이클 스트로블 중령의 신문 기고글에 바탕하였다. 로스 캐츠가 연출하고, 케빈 베이컨이 스트로블 중령 역을 연기했다.

## 출연진
- 케빈 베이컨 - 마이클 스트로블 중령 역
- 니컬러스 리스 아트 - 네이트 스트로블 역
- 블랜치 베이커 - 크리스 펠프스 역
- 가이 보이드 - 게리 하그로브 역
- 고든 클랩 - 톰 개릿 역
- 마이크 콜터 - 디미트리 원사 역
- 조엘 데라프웬테이 - 공항 표 판매원 역
- 라이자 콜론제이어스 - 공항 표 판매원 역
- 앤 다우드 - 그레천 역
- 테이트 엘링턴 - A.V. 스콧 역
- 노아 플라이스 - 육군 병장 역
- 엔베어 조카이 - 아런즈 상병 역(대화 속에서는 병장)
- 브렌던 그리핀 - 톰프슨 소령 역
- 대니 혹 - 교통 안전청(TSA) 요원 역
- 루비 제린스 - 올리비아 스트로블 역
- 존 베드퍼드 로이드 - 크루거 대장 역
- 존 머가로 - 리치 브루어 역
- 매슈 모리슨 - 로버트 라우스 역
- 맥시밀리언 오신스키 - 뉴먼 병장 역
- 월레이 파크스 - 숏 소령 역
- 델 펜티코스트 - 미니애폴리스 화물 담당 직원 역
- 필릭스 솔리스 - 필라델피아 화물 노동자 역
- 세라 톰프슨 - 애니 역
- 페이지 터코 - 스테이시 스트로블 역
- 줄리 화이트 - 캐런 벨 대령 역
- 에밀리 위커섐 - 켈리 펠프스 하사관 역
- 톰 워팻 - 존 펠프스 역

## 우리말 녹음
KBS 성우진 (2010년 4월 26일)
- 홍시호 - 마이클 스트로블 중령(케빈 베이컨)
- 안종국 - 찰리(톰 올드리지)
- 박상일 - 장의사(가이 보이드)
- 이봉준 - 스트로블의 상관(존 베드퍼드 로이드)
- 장광 - 챈스의 아버지(톰 워팻) / 기장(고든 클랩)
- 차명화 - 스테이시(페이그 터코) / 챈스의 어머니(블랜치 베이커)
- 서문석 - 화물 담당 직원(델 펜티코스트)
- 오수경 - 스트로블의 아들(니컬러스 리스 아트)
- 임진응 - 톰프슨(브렌던 그리핀)
- 안용욱 - 군인(노아 플라이스)
- 임채헌 - 아런즈(엔베어 조카이)
- 전숙경 - 스트로블의 딸(루비 제린스) / 애니(세라 톰프슨)
- 홍진욱 - 군인(마이크 콜터)
- 박영재 - 군인(월레이 파크스)
- 장민혁 - 리치(존 머가로)